# Eucalyptus triflora
Eucalyptus triflora, é uma espécie rara de eucalipto, que cresce a grande altitude no sudeste da Nova Gales do sul.
Esta espécie é encontrada em terrenos pobres de arenito, tal como o Parque Nacional Morton (Morton National Park), o Parque Nacional Budawang (Budawang National park) e o Parque Nacional Deua (Deua National Park). Na Montanha Pigeon House elas alcançam 15 metros de altura, com uma casca lisa atraente, de cores creme, branca, cinza e às vezes amarela.
O espécime tipo da espécie foi coletado por Richard Cambage, no cume da montanha Pigeon House. O atual nome científico foi atribuído por Willian Blakeley, no ano de 1934.